# Checoslovaquia en los Juegos Olímpicos de Cortina d'Ampezzo 1956
Checoslovaquia estuvo representada en los Juegos Olímpicos de Cortina d'Ampezzo 1956 por un total de  deportistas que compitieron en  deportes.  
El portador de la bandera en la ceremonia de apertura fue el jugador de hockey hielo Vlastimil Bubník. El equipo olímpico checoslovaco no obtuvo ninguna medalla en estos Juegos.